# Howaldtswerke-Deutsche Werft
Howaldtswerke-Deutsche Werft AG, HDW o semplicemente Howaldtswerke, è il più grande cantiere navale di Kiel in Germania e dal 2005 fa parte di ThyssenKrupp Marine Systems.
L'azienda è stata fondata il 1º ottobre 1838 dall'ingegnere August Howaldt e dall'uomo d'affari Johann Schweffel con il nome Schweffel & Howaldt.
Nel 1850 l'azienda ha costruito il primo sommergibile al mondo.
Durante la prima guerra mondiale vennero realizzate numerose unità per la Marina Imperiale tedesca. Gli anni venti furono molto problematici e la società nel 1926 è stata vicina alla bancarotta. Negli anni trenta venne aperta una filiale ad Amburgo.
Nel 1937 la Kriegsmarine è entrata a far parte della gestione della società.
Dopo la seconda guerra mondiale, in seguito alla chiusura dello stabilimento Germaniawerft di proprietà dei Krupp, lo stabilimento della società è rimasto l'unico cantiere navale di Kiel.
A partire dagli anni sessanta, con lo sviluppo di sommergibili per la Marina della Germania Ovest, la società è diventata un leader mondiale nella costruzione di piccoli sommergibili convenzionali: i sottomarini prodotti dalla società sono stati consegnati a flotte di sedici paesi diversi.
Nel 1968 la società ha assunto il suo attuale nome quando la società Howaldtswerke AG è stata fusa con la Deutsche Werft di Amburgo.
Alla fine degli anni sessanta la società acquistò il terreno dove sorgeva lo stabilimento Germaniawerft, che venne destinato alla produzione di sottomarini.
Dagli anni settanta, con la forte concorrenza dei cantieri navali asiatici, l'azienda ha dovuto ridurre le sue dimensioni e le maestranze che un tempo raggiungevano le 24 000 unità sono scese alle attuali 6 600, inclusi i lavoratori delle società acquisite, tra cui quelli di Kockums in Svezia e quelli in Grecia, mentre negli anni ottanta diversi impianti sono stati dismessi, tra cui il cantiere navale di Amburgo, rilevato nel 1985 da Blohm und Voss.